# Disa rungweensis
Disa rungweensis är en orkidéart som beskrevs av Rudolf Schlechter. Disa rungweensis ingår i släktet Disa och familjen orkidéer. Inga underarter finns listade i Catalogue of Life.